# Džunko Asari
Džunko Asari (japonsko 浅利 純子), japonska atletinja, * 22. september 1969, Kazuno, Japonska.
Nastopila je na poletnih olimpijskih igrah leta 1996 in dosegla sedemnajsto mesto v maratonu. Na svetovnih prvenstvih je v isti disciplini osvojila naslov prvakinje leta 1993. Dvakrat je osvojila Tokijski maraton in enkrat Osaški maraton.